# Fabach
Fabach ist ein Ortsteil der Gemeinde Johanniskirchen im niederbayerischen Landkreis Rottal-Inn. 

## Lage
Das Dorf liegt etwas verstreut 2,3 km östlich des Kernortes Johanniskirchen. Am westlichen und südlichen Ortsrand fließt der Fabach, ein rechter Zufluss des westlich fließenden Sulzbaches, der über den Vilskanal in die Vils entwässert. Westlich verläuft auch die St 2108.

## Sehenswürdigkeiten
In der Liste der Baudenkmäler in Johanniskirchen sind für Fabach vier Baudenkmale aufgeführt:
- Das Kleinbauernhaus (Fabach 5), ein zweigeschossiger, offener Blockbau mit gemauertem Stallteil, wurde nach 1803 errichtet.
- Das um 1803 errichtete Kleinbauernhaus (Fabach 6) ist ein zweigeschossiger offener Blockbau mit flach geneigtem Satteldach und giebelseitigem Bretterschrot.
- Das um 1803 errichtete Kleinbauernhaus (Fabach 8) ist ein zweigeschossiger Blockbau mit Flachsatteldach, Giebelschrot und aufgedoppelter Haustür.
- Der kleine Einfirsthof (Fabach 14) wurde nach 1803 in offenem Blockbau mit Traufschrot und Flachsatteldach, errichtet. Der Wirtschaftsteil ist gemauert und zum Teil verschalt.